# Carbodiimmidi

Struttura di una generica carbodiimmide. I due sostituenti R ed R' possono essere disposti in cis o in trans.

Le carbodiimmidi sono una famiglia di composti organici aventi formula chimica generale  R-N=C=N-R'. Derivano dalla specie chimica strutturalmente più semplice, la carbodiimmide, di formula HN=C=NH, per sostituzione formale di entrambi gli atomi di idrogeno con gruppi alchilici o arilici.
La molecola della carbodiimide capostipite è poco stabile, e inoltre si trova in equilibrio tautomerico con la cianammide, tautomero maggioritario che è alquanto più stabile. La sostituzione degli idrogeni con i gruppi R elimina la possibilità di equilibrio tautomerico nelle carbodiimidi organiche.
Nella  capostipite HN=C=NH (e poi in tutte le carbodiimidi) l'atomo di carbonio centrale è allo stato di ossidazione massimo, +4, come nell'anidride carbonica, isoelettronica. Come in quest'ultima, il carbonio è ibridato sp, mentre gli atomi di azoto sono ibridati sp2 e hanno quindi coordinazione planare trigonale. Di conseguenza, come per la capostipite HN=C=NH, le carbodiimidi hanno isomeri geometrici cis e trans.
Con il termine carbodiimmide ci si riferisce di norma non tanto alla capostipite HN=C=NH, ma ad una qualsiasi molecola organica di formula R-N=C=N-R'.